# Gabriel José Martí Ballester
Gabriel José Martí Ballester (Palma, 22 d'abril de 1966) és un empresari i polític balear, diputat al Parlament de les Illes Balears en la VIII Legislatura.

## Biografia
Estudià direcció de vendes i màrqueting a la Universitat Complutense de Madrid, i des de 1986 és vinculat laboralment a Sol Melià, on fou director de vendes de 1995 a 2016. Ha estat Director de Business Travel & Tour Operator dels hotels Gran Meliá Victoria i Meliá Palas Atenea. i Sales Manager de la Regió Est per les Illes Balears a Meliá Hotels International. al 2016 va ser anomanat Director General de Delfín Hotels i Senses Hotels fins 2018 i des de 2019 es director de vendes a The Morgana Group.
Militant del Partido Popular, en 2003 fou nomenat director de l'Institut de Qualitat Turística i de 2004 a 2007 cap de gabinet de la Conselleria de Turisme del Govern de les Illes Balears. En agost de 2011 va substituir en el seu escó Álvaro Luis Gijón Carrasco, elegit diputat a les eleccions al Parlament de les Illes Balears de 2011.